# Кардия (город)
Ка́рдия (др.-греч. Καρδία, лат. Cardia) — античный город, основанный милетянами и клазоменцами на северо-западном берегу Херсонеса Фракийского при Саросском заливе, который был разрушен в III веке до н. э. Лисимахом. Из этого города происходили: историк Иероним и один из диадохов — Эвмен.

## География
Нет сведений о примерной дате основания этой древнегреческой колонии, так как не сохранились сообщающие об этом письменные источники.
В трудах древнегреческих географов при описании данного региона всегда упоминается Кардия. Так, Скилак Кариандский в своём труде «Перипл обитаемого моря» упоминает эту колонию. А Страбон называет Кардию самым большим городом на Херсонесе Фракийском.

## История
Изначально территорию Кардии стали колонизировать Милет и Клазомены. Однако заселение стало более активным при Мильтиаде, так как он смог привлечь в этот регион переселенцев из Афин.
Геродот упоминает, что войско персидского царя Ксеркса проходило через Кардию на своём пути в Грецию.
Кардия была разрушена Лисимахом, о чём сообщает Павсаний. Он пишет, что именно за это Лисимаха так не любит историк Иероним из Кардии.